# Divizia Națională (2015/2016)
Sezon 2015/2016 – 25. edycją rozgrywek o mistrzostwo Mołdawii. Tytułu broni Milsami Orgiejów.

## Zespoły
| Uczestnicy poprzedniej edycji                                                                                 | Uczestnicy poprzedniej edycji | Uczestnicy poprzedniej edycji | Uczestnicy poprzedniej edycji |
| --- | ----------------------------- | ----------------------------- | ----------------------------- |
| MIL | Milsami Orgiejów              | 1                             |                               |
| DAK | Dacia Kiszyniów               | 2                             |                               |
| SHE | Sheriff Tyraspol              | 3                             |                               |
| SAX | Saxan Gagauz Yeri             | 5                             |                               |
| ZKI | Zimbru Kiszyniów              | 6                             |                               |
| ACK | Academia Kiszyniów            | 7                             |                               |
| DAT | Dinamo-Auto Tyraspol          | 8                             |                               |
| OLB | Olimpia Bielce                | 9                             |                               |
| Spadek z Divizia Națională                                                                                    |                               |                               |                               |
| Awans z Divizia A                                                                                             |                               |                               |                               |
| PEH | Petrocub Hîncești             | 1                             |                               |
| SPE | Speranța Nisporeni            | 2                             |                               |
| Oznaczenia: - kolumna pierwsza – skróty nazw drużyn, - kolumna trzecia – miejsce zajęte w poprzednim sezonie. |                               |                               |                               |

## Tabela końcowa
| Lp. | Drużyna              | M  | Z  | R | P  | Bramki | Bramki | Różn. | Pkt | Uwagi                                        |
| --- | -------------------- | -- | -- | - | -- | ------ | ------ | ----- | --- | -------------------------------------------- |
| 1   | Sheriff Tyraspol (M) | 27 | 20 | 5 | 2  | 50     | 11     | +39   | 65  | Liga Mistrzów UEFA • II runda kwalifikacyjna |
| 2   | Dacia Kiszyniów      | 27 | 20 | 5 | 2  | 44     | 12     | +32   | 65  | Liga Europy UEFA • I runda kwalifikacyjna1   |
| 3   | Zimbru Kiszyniów     | 27 | 15 | 4 | 8  | 42     | 26     | +16   | 49  | Liga Europy UEFA • I runda kwalifikacyjna1   |
| 4   | Olimpia Bielce       | 27 | 12 | 6 | 9  | 36     | 29     | +7    | 42  | Liga Europy UEFA • I runda kwalifikacyjna1   |
| 5   | Dinamo-Auto Tyraspol | 27 | 12 | 5 | 10 | 33     | 34     | −1    | 41  |                                              |
| 6   | Milsami Orgiejów     | 27 | 10 | 6 | 11 | 33     | 23     | +10   | 36  |                                              |
| 7   | Speranța Nisporeni   | 27 | 8  | 7 | 12 | 24     | 36     | −12   | 31  |                                              |
| 8   | Petrocub Hîncești    | 27 | 6  | 3 | 18 | 21     | 53     | −32   | 21  |                                              |
| 9   | Academia Kiszyniów   | 27 | 5  | 6 | 16 | 18     | 42     | −24   | 21  |                                              |
| 10  | Saxan Gagauz Yeri    | 27 | 1  | 5 | 21 | 10     | 45     | −35   | 8   |                                              |